# Barrett Firearms
Barrett Firearms Manufacturing — американська компанія з виробництва вогнепальної зброї, оптичних приладів та амуніції. Компанія спеціалізується переважно на виробництві великокаліберних снайперських гвинтівок.

## Історія
Першу гвинтівка від Ронні Барретта Barrett M82 була створена у 1982 році, пізніше Барретт розробив модифікований варіант цієї гвинтівки М82A1. З 1989 року гвинтівки модифікації М82A1 почали поставлятися на продаж. Гвинтівка M82A1 застосовувалася більш ніж у 40 військових операціях по всьому світу. Найбільшу популярність вона здобула під час війни в Перській затоці. Військові сербської армії використовували гвинтівку під час боснійської війни.
У 2004 році у штаті Каліфорнія набув чинності закон про заборону реєстрації, продажу та обслуговування гвинтівок Баррет .50 BMG калібру для цивільних осіб.
На основі .50 BMG калібру компанія розробила новий патрон калібру .416 Barrett.
У 2005 році Армія США назвала гвинтівку M107 одним із десяти найвидатніших винаходів 2005 року. У тому ж році компанією був розроблений снайперський самозарядний гранатомет — XM109, призначений для стрільби 25 мм боєприпасами.
У жовтні 2008 року компанія представила нову гвинтівку M98B з патроном .338 Lapua Magnum. Нова гвинтівка надійшла у продаж у 2009 році.
2009 року Ронні Барретт був обраний до ради директорів Національної стрілецької асоціації.
У січні 2011 року Барретт оголосив про випуск модернізованого варіанту гвинтівки M107A1. Гвинтівка включає в себе зменшену загальну вагу, підвищену точність стрільби, можливість додавання глушників Барретт та їх модифікацій після виготовлення дулового гальма з титану, а також додаткові зміни та поліпшення загальної міцності гвинтівки.
Нині компанія Барретт має договори з десятками країн світу на поставку снайперських гвинтівок, серед яких є й Україна.

## Продукція

### Штурмові гвинтівки
- Barrett M468
- Barrett REC7

### Снайперські гвинтівки
- Barrett M82
- Barrett M90
- Barrett M95
- Barrett M98
- Barrett M98B
- Barrett M99
- Barrett XM109
- Barrett XM500
- Barrett MRAD

### Боєприпаси
- .338 Lapua Magnum
- .416 Barrett
- .50 BMG
- 6.8 mm Remington SPC